# フラスカーティ
フラスカーティ（伊: Frascati）は、イタリア共和国ラツィオ州ローマ県にある、人口約23,000人の基礎自治体（コムーネ）。
D.O.C.ワイン「フラスカーティ」の産地としても知られる。

## 地理

### 位置・広がり
ローマ県中部、コッリ・アルバーニ（アルバーニ丘陵）に位置するコムーネである。ローマの東から南にかけての近郊に広がる、カステッリ・ロマーニと総称される都市のひとつに数えられる。

#### 隣接コムーネ
隣接するコムーネは以下の通り。
- グロッタフェッラータ
- モンテ・ポルツィオ・カトーネ
- ローマ

### 気候分類・地震分類
フラスカーティにおけるイタリアの気候分類 (it) および度日は、zona D, 1818 GGである。
また、イタリアの地震リスク階級 (it) では、zona 2B (sismicità media) に分類される。
- Piazza San Pietro

## 行政

### 山岳部共同体
広域行政組織である山岳部共同体 Comunità montana Castelli Romani e Prenestini  (it) に属する。

### 分離集落
フラスカーティには、以下の分離集落（フラツィオーネ）がある。
- Selvotta, Spinoretico, Vermicino, Villa Muti, XXIII Rubbia

Cisternole, Cocciano, Colle Pizzuto, Colle Reti, Macchia dello Sterparo, Pantano Secco, Prataporci, SS. Apostoli, Selvotta, Spinoretico, Vermicino, Villa Muti, XXII Rubbia

## ワイン
全国的に有名な、同名のD.O.C.ワイン「フラスカーティ」がある。

## 科学・技術
イタリア核物理学研究機構 (INFN)、欧州宇宙機関 (ESA) の地球観測ミッションやスペースガード財団はフラスカーティに本拠を置く。

## 交通

### 鉄道
- ローマ＝フラスカーティ線

## 人物

### 著名な出身者
- アメデオ・アマデイ - 1930年代から50年代にかけ活躍したサッカー選手。

## 姉妹都市
- Bad Godesberg（ドイツ連邦共和国）
- サン＝クルー（フランス共和国）
- コルトレイク（ベルギー王国）
- Windsor and Maidenhead（イギリス連邦）